# Klaus-Peter Jörns
Klaus-Peter Jörns (* 13. April 1939 in Stettin; † 1. März 2024 in Berg) war ein deutscher evangelischer Pfarrer, Theologe und Buchautor.

## Leben
Klaus-Peter Jörns studierte evangelische Theologie und Soziologie in Bonn und Göttingen. 1967 erfolgte die Promotion zum Dr. theol. bei Joachim Jeremias. Ab 1968 war er als Pfarrer der Evangelischen Kirche im Rheinland in Gödenroth/Hunsrück tätig. 1978 wurde er Professor am Theologischen Seminar der Evangelischen Kirche in Hessen und Nassau in Herborn, 1981 Professor für Praktische Theologie und 1982 Direktor des Instituts für Religionssoziologie und Gemeindeaufbau der Kirchlichen Hochschule Berlin. Ab 1993 war er in denselben Funktionen an der Evangelisch-Theologischen Fakultät der Humboldt-Universität zu Berlin tätig. 1999 wurde er emeritiert.
Klaus-Peter Jörns war Mitglied des Kuratoriums der Eugen-Biser-Stiftung.
Einem breiteren Publikum bekannt wurde er durch seine Nachbesprechungen am Ende jeder Folge der sechsteiligen Fernsehserie Tod eines Schülers, bei deren Konzeption er bereits beteiligt gewesen war.
Sein Grab befindet sich auf dem Friedhof in Aufkirchen.

## Veröffentlichungen (Auswahl)
- Und sprach erst viel später wieder mit Gott. Gedichte und Prosa, beim Lesen der Bibel geschrieben. Gütersloher Verlagshaus G. Mohn, Gütersloh 1970.
- Das hymnische Evangelium. Untersuchungen zu Aufbau, Funktion und Herkunft der hymnischen Stücke in der Johannesoffenbarung. (Dissertation), Studien zum Neuen Testament, Band 5, Gütersloher Verlagshaus G. Mohn, Gütersloh 1971, ISBN 978-3-579-04094-3.
- Nicht leben und nicht sterben können. Suizidgefährdung, Suche nach dem Leben. Vandenhoeck und Ruprecht, Göttingen 1979, 2. Auflage 1986, ISBN 978-3-525-62201-8.
- Der Lebensbezug des Gottesdienstes. Studien zu seinem kirchlichen und kulturellen Kontext. Kaiser, München 1988, ISBN 978-3-459-01759-1.
- Krieg auf unseren Strassen. Die Menschenopfer der automobilen Gesellschaft. Gütersloher Verlagshaus G. Mohn, Gütersloh 1992, ISBN 978-3-579-02190-4.
- Gibt es ein Recht auf Organtransplantation?. Ein theologischer Diskurs. Vandenhoeck und Ruprecht, Göttingen 1993, ISBN 978-3-525-86265-0.
- Telefonseelsorge – Nachtgesicht der Kirche. Ein Kapitel Seelsorge in der Telekultur. Neukirchener, Neukirchen-Vluyn 1994, ISBN 978-3-7887-1505-2.
- Die neuen Gesichter Gottes. Was die Menschen heute wirklich glauben. Beck, München 1997, 2. Auflage 1999, ISBN 978-3-406-45050-1.
- Notwendige Abschiede. Auf dem Weg zu einem glaubwürdigen Christentum. Gütersloher Verl.-Haus, Gütersloh 2004, ISBN 978-3-579-06408-6.
- Lebensgaben Gottes feiern. Abschied vom Sühnopfermahl: eine neue Liturgie. Gütersloher Verl.-Haus, Gütersloh 2007, ISBN 978-3-579-08015-4.
- Mehr Leben, bitte! Zwölf Schritte zur Freiheit im Glauben. Gütersloher Verl.-Haus, Gütersloh 2009, ISBN 978-3-579-08048-2.
- Glaubwürdig von Gott reden. Gründe für eine theologische Kritik der Bibel. Radius-Verlag, Stuttgart 2009, ISBN 978-3-87173-339-0.
- Update für den Glauben. Denken und leben können, was man glaubt. Gütersloher Verl.-Haus, Gütersloh 2012, ISBN 978-3-579-08145-8.
- Liebe kann man nicht begraben. Predigten, Radius-Verlag, Stuttgart 2019, ISBN 978-3-87173-510-3.